# All Media Network
All Media Nedwork (anteriormente llamada All Media Guide [AMG] y AllRovi) es una empresa estadounidense propietaria de AllMusic, AllMovie, AllGame (hasta su cierre en 2014), SideReel y Celebified. La empresa fue fundada en 1990 por Michael Erlewine, un archivero de cultura popular . Las oficinas de la compañía se hallan en San Francisco, California, y Ann Arbor, Michigan, en Estados Unidos.
All Music Guide (ahora concocido como AllMusic) fue lanzada en 1991. Más tarde, en 1994, nació All Movie Guide (ahora AllMovie ), y en 1998 se creó All Game Guide (ahora AllGame ).

## Historia
La empresa fue fundada en el 1990 por el músico Michael Erlewine en Big Rapids, Michigan. Con la creación de All Music Guide, su fundador perseguía el objetivo de "[compilar] información discográfica de cada artista que haya hecho récord desde que Enrico Caruso dio a la industria su primer gran impulso". La empresa fue lanzada el año 1991.
Se expandieron con All Movie Guide (ahora AllMovie ) en 1994, y más adelante con la creación de All Game Guide (ahora AllGame) en 1998. En 1999 se trasladó a Ann Arbor, Michigan para aprovechar la "rica fuente de talento". AMG fue una unidad empresarial comprendida dentro de Alliance Entertainment Corporation desde 1996 hasta inicios de 2005. Alliance fue adquirida en 1999 por Yucaipa Companies, un fondo multibillonario del dólar afincado en California.
Macrovision (ahora conocida como TiVo) anunció el 6 de noviembre de 2007 un acuerdo para comprar All Media Guide por unos 102$ millones. 72$ millones fueron pagados en efectivo por adelantado, y otros 30$ millones en los pagos contingentes que se realizaron un año después. Durante un tiempo, todas las guías eran controladas por servidores de Rovi. Además, el acceso combinado a All Music y All Movie Guides fue proporcionado vía AllRovi.com desde 2011 hasta 2013. En 2013, Rovi vendió a la nuevamente establecida All Media Nedwork el acceso del consumidor al contenido, pero retuvo el control de licencias de contenido a otros negocios. La página web global actual es allmedianetwork.com (anteriormente allmediaguide.com y allrovi.com).
En 2013, Rovi vendió el acceso del consumidor a All Media Network, Sociedad de responsabilidad limitada (LLC), manteniendo la propiedad y mantenimiento del contenido en sí. 
La sección AllGame cerró el 12 de diciembre de 2014.

## Servicios y productos

### AllMusic

AllMusic logo

AllMusic es una base de datos en línea que brinda acceso a grandes cantidades de información sobre canciones, álbumes, músicos, grupos, bandas y estilos musicales junto con noticias de autores, revisiones, biografías, índices y recomendaciones. Inicialmente, en 1991, el contenido era publicado en forma de libro, como All Music Guide. Ahora todo el contenido está gratuitamente abierto al público para extraer información y referencia online así como también está disponible vía licencia para sistemas de puntos de venta, reproductores multimedia, y tiendas de música online. 

#### Serie Guide
All Media Nedwork también es la productora de la serie de guías AllMusic incluyendo "All Music Guide to Jazz" y "All Music Guide to the Blues". Vladimir Bogdanov es el presidente de la serie.

### AllMovie

AllMovie logo

AllMovie fue lanzada en 1994, así como All Movie Guide.
La página proporciona acceso a información sobre actores, películas y directores con noticias de autor, revisiones, índices y recomendaciones. Ofrece información limitada sobre producciones televisivas, centrándose principalmente en aquellas publicadas en DVD. Igual que como en AllMusic, este contenido está disponible vía licencia por medio de sistemas de puntos de venta, reproductores multimedia y tiendas en línia.  

### AllGame

AllGame logo

AllGame estuvo en funcionamiento en el período comprendido entre los años 1998–2014, paralelamente a All Game Guide. La plataforma proporcionaba información y reseñas sobre un gran número de consolas, portátiles, galerías y juegos de ordenador de los EE. UU.  La página fue lanzada en febrero de 1998 con el objetivo de convertirse en la base de datos sobre videojuegos más completa disponible.  En un mensaje de despedida colgado en su página, el personal de AllGame reflexionó, confesando que "no todos sabíamos exactamente qué hacíamos aquellos primeros días pero fue apasionante estar ayudando a hacer una base de datos de juegos online antes de que Internet se llenara de páginas web dedicadas a los videojuegos."

### SideReel

Logo de SideReel

SideReel, lanzado en 2007, es un sitio web que ofrece información sobre programas de televisión y episodios de séries televisivas. 

### Celebified
Creado en 2012, Celebified ofrece entrevistas y noticias sobre celebridades. 

## Contenido y administración de datos
All Media Nedwork es una base de datos, inicialmente creada por Vladimir Bogdanov con la finalidad de guardar la información del gran número de listas de Erlewine.
La información de la base de datos está bajo licencia y es usada en puntos de venta por algún minorista de música. Incluye lo siguiente:
- Datos básicos: nombres, géneros, créditos, información de copyright, números de producto.
- Contenido descriptivo: estilos, tonos, humores, temas, nacionalidades.
- Contenido relacionado: álbumes y artistas similares, influencias.
- Contenido de editorial: biografías, revisiones, rankings.

La empresa afirma tener el mayor archivo digital de música, el cual incluye cerca de seis millones de canciones digitales, así como la mayor biblioteca de portadas, con más de medio millón de imágenes de portadas escaneadas.

## Modelo empresarial
AllMusic también es utilizada por varias generaciones de Windows Media Player y Musicmatch Jukebox para identificar y organizar colecciones musicales. Windows Media Player 11 y la tienda de música integrada en la MTV han expandido el uso de los datos de AllMusic para incluir artistas relacionados, biografías, reseñas, listas de reproducción y otros datos.
All Media Nedwork tiene en licencia grandes bases de datos de metadatos desde películas, videojuegos y libros de audio hasta estrenos de música de Rovi Corporation y los publica online para libre uso del consumidor. Esto incluye créditos, autobiografías, reseñas, índices y recomendaciones, así como categorías como por ejemplo "tema" o "humor". Rovi también lo hace disponible globalmente a través de sistemas de punto de venta en tiendas internacionales, por CD y reconocimiento de DVD dentro de jugadores de medios de comunicación del software como Jugador de Medios de comunicación de las Ventanas o Musicmatch Jukebox y por proporcionar contenido a una variedad de páginas web musicales entre las cuales se encuentran iTunes, Pandora, y Spotify .  